# Anschlagsserie im Irak am 15. August 2011
Bei der Anschlagsserie im Irak am 15. August 2011 handelt es sich um Sprengstoffanschläge auf 18 Städte im Irak in acht Provinzen am 15. August 2011. Dabei wurden insgesamt 74 Menschen getötet und mehr als 300 verletzt. Die Motive der Angreifer sind nicht bekannt. Unter den Opfern der Anschläge waren Schiiten, Sunniten und Kurden. Die Behörden machen Al-Qaida für die Taten verantwortlich.

## Hintergrund
Seit dem Ende des Dritten Golfkrieges wird der Irak von einer Koalition unter Führung der Vereinigten Staaten besetzt. Infolgedessen kommt es immer wieder zu Anschlägen im ganzen Land.
Bei der letzten großen Anschlagserie am 10. Mai 2010 wurden bei rund 60 Anschlägen mindestens 110 Menschen getötet und mehr als 500 verletzt.

## Anschläge

### Bagdad
In dem Al-Mansur-Viertel in Bagdad explodierte eine Bombe.

### Bakuba
In Bakuba stürmten Bewaffnete einen Kontrollpunkt. Dabei starben 4 Menschen. Bei vier Sprengstoffanschlägen in südlich gelegenen Städten starb ein Mensch. Der Gouverneurssitz in Bakuba wurde evakuiert.

### Chan Bani Saad
In Chan Bani Saad in Dijala tötete ein Selbstmordattentäter mit einer Autobombe zwischen fünf und acht Menschen. Ziel war ein öffentliches Gebäude.

### Kut
In Kut explodierten zwei Bomben an einem belebten Ort im Stadtzentrum. Dabei starben laut irakischen Behörden zwischen 34 und 40 Menschen und etwa 65 weitere wurden verletzt. Unter den Opfern befanden sich viele Frauen und Kinder. Ziel war die Al-Batur-Geburtsklinik. Nachdem die erste Bombe am Straßenrand detonierte, explodierte ein zweiter, in einem Auto versteckter Sprengsatz, der die Helfer und Schaulustigen als Ziel hatte.

### Kerbela
In Kerbela starben sieben Menschen bei einem Angriff auf ein Justizgebäude. Es gab 20 Verletzte.

### Kirkuk
In Kirkuk wurden bei einem Anschlag auf einen Markt ein Mensch getötet. Es gab elf verletzte Zivilisten.
Außerdem entstand, laut Polizeiangaben, bei einer Explosion bei einer Syrisch-Orthodoxen Kirche Sachschaden.

### Nadschaf
In Nadschaf explodierten zwei Autobomben. Ziel war ein Polizeiposten in der Stadt. Dabei starben zwischen vier und sieben Menschen und es gab etwa 60 Verletzte. Die meisten Opfer waren Polizisten.

### Ramadi
In Ramadi detonierte eine Bombe und tötete zwei Polizisten.

### Tikrit
In Tikrit griffen zwei oder drei in Polizeiuniformen gekleidete Selbstmordattentäter das, sich in einem ehemaligen Palastkomplex von Saddam Hussein befindlichen, Büro der Anti-Terror-Behörde an. Sie töteten drei Polizisten, darunter den Chef einer Anti-Terror-Einheit. Laut Behördenangaben zündete einer der Attentäter einen Sprengstoffgürtel, einer wurde erschossen, und ein dritter konnte flüchten.

## Reaktionen
Parlamentspräsident Osama el Nudschaifi verurteilte die Anschläge und forderte eine Untersuchung über Hintermänner und Motive.
UNO-Generalsekretär Ban Ki Moon verurteilte die Anschläge bezeichnete sie als „besonders schwerwiegend im heiligen Monat Ramadan“.
Deutschlands Außenminister Guido Westerwelle verurteilte die Anschläge.